# ミラノ勅令 (1807年)
ミラノ勅令（ミラノちょくれい、英語: Milan Decree）は1807年12月17日にフランス皇帝ナポレオン1世により、1806年のベルリン勅令（大陸封鎖令とも）を実施するために発された勅令。

## 概要
ベルリン勅令により大陸システムが始動したが、これはナポレオンがイギリスを撃破する計画の一環として行われた経済戦争の基礎だった。
ミラノ勅令では大陸ヨーロッパの国とイギリスの間の貿易を禁止した。

## 内容
勅令はフランスの戦艦と私掠船にイギリスかイギリス軍に占領された国の港から出航した中立国の船を拿捕することを許可した。また、イギリス海軍による臨検を受けた船がフランスに拿捕された場合、その船は合法な戦利品となることも定めた。